# Золотаревский, Николай Иванович
Николай Иванович Золотаре́вский (1910 — 1981) — советский и российский военачальник, инженер-строитель, начальник Главного управления специального строительства при Министерстве монтажных и специальных работ СССР (Главспецстрой, 1956—1981), генерал-полковник (30 октября 1978). Участник Великой Отечественной войны..

## Биография
Более 27 лет возглавлял одну из крупнейших военно-строительных организаций СССР — Главспецстрой, которая занималась возведением важнейших объектов для авиационной, космической, судостроительной, атомной, электронной и других отраслей промышленности, а также строительством сопутствующей социальной инфраструктуры.

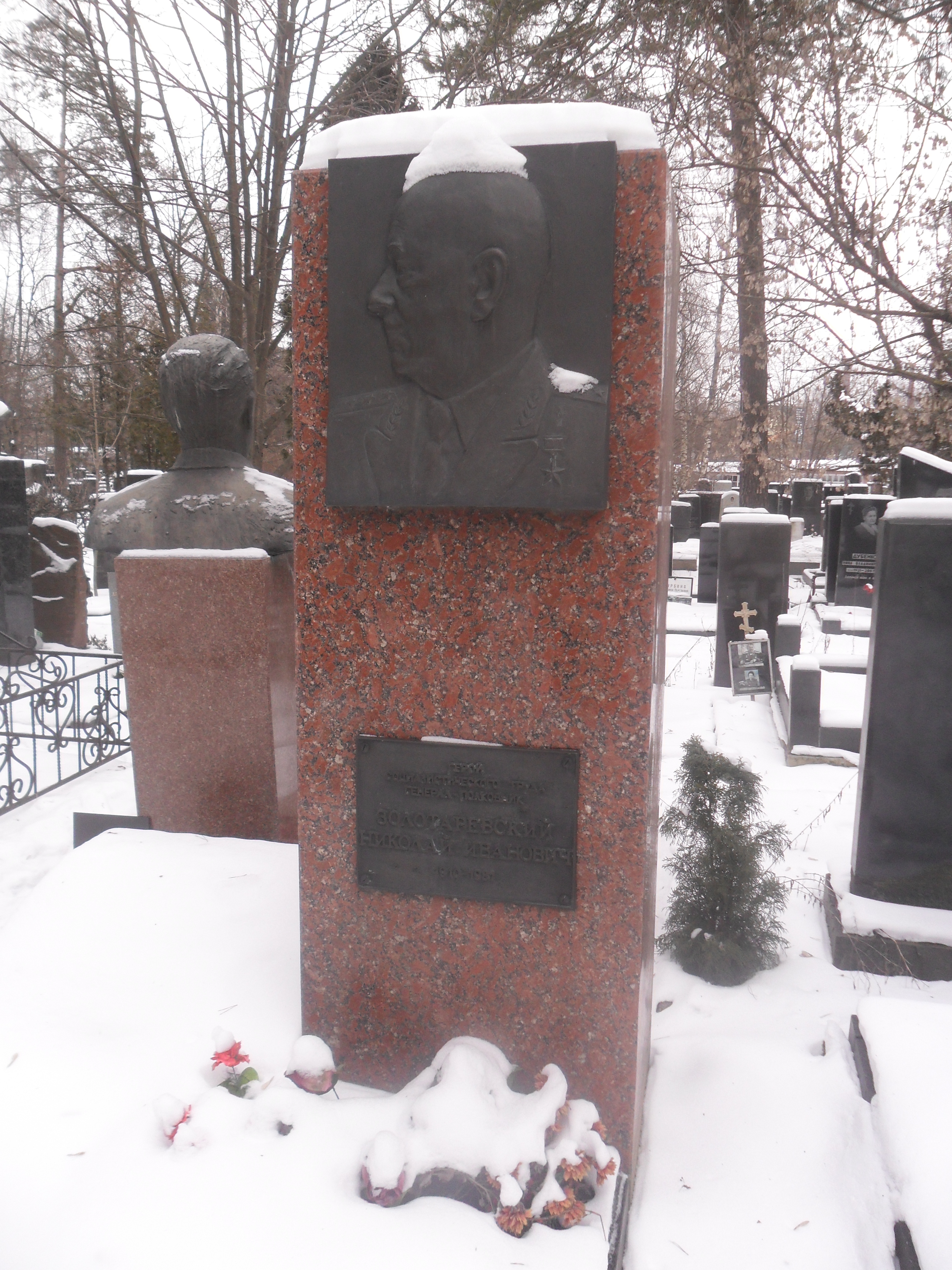
Могила Золотаревского на Кунцевском кладбище Москвы.

## Награды и премии
- Герой Социалистического Труда (6 июня 1981 года)
- три ордена Ленина
- орден Октябрьской Революции
- орден Трудового Красного Знамени
- орден Красной Звезды
- медали
- иностранные ордена и медали
- Сталинская премия второй степени (1951) — за проектирование и скоростное строительство автомагистрали
- Почётный гражданин Северодвинска
- заслуженный строитель РСФСР